# الأرديش (إقليم فرنسي)

خارطة الإقليم

الأرديش (بالفرنسية: Ardèche)‏: هو إقليم فرنسي أخذ اسمه من نهر الأرديش. تابع لمنطقة أوفرن-رون ألب .

## أعلام
- كونراد كيليان